# Hortencia Figueroa Peralta
Hortencia Figueroa Peralta (Jojutla, Morelos, 10 de julio de 1978) es una abogada y política mexicana, integrante del Partido de la Revolución Democrática (PRD). A lo largo de su carrera, ha ocupado diversos cargos públicos de elección popular y otros por la vía plurinominal.

## Formación académica
Hortencia Figueroa es licenciada en Derecho y en Filosofía por la Universidad Autónoma del Estado de Morelos (UAEM), institución en donde llegó a formar parte de su consejo.
En cuanto a estudios de posgrado, Hortencia cursó una Maestría en Ciencias políticas y sociales en el entonces Centro de Investigación en Docencia y Humanidades del Estado de Morelos (CIDHEM).
Hortencia cuenta además con estudios avanzados en Idioma francés.

## Trayectoria política
La carrera política de Hortencia Figueroa comenzó en 1996, año en que decide afiliarse al PRD; desde entonces, ha ocupado diversos cargos al interior del partido; de hecho, ha llegado a ser presidenta estatal.
Gracias a las Elecciones estatales de Morelos de 2009 y por la vía plurinominal, Hortencia se convirtió por primera vez en diputada local en el Congreso del Estado de Morelos, formando parte de la LI Legislatura (2009-2012). Durante ese periodo, fue Presidenta de la Comisión de Trabajo, Previsión y Seguridad Social y Secretaria de la Comisión de la Juventud; entre otros cargos.
Tres años después de convertirse en diputada, Hortencia participa en las Elecciones estatales de Morelos de 2012 y gana la alcaldía del Municipio de Jojutla, su tierra natal. En esta ocasión, lo hace como abanderada de una coalición llamada Nueva Visión Progresista por Morelos, integrada por el Partido de la Revolución Democrática (PRD), el Partido del Trabajo (PT) y Movimiento Ciudadano (MC). Este cargo lo ejerció de 2012 a 2015.
Después de las Elecciones estatales de Morelos de 2015, Hortencia se convierte nuevamente en diputada y regresa al Congreso morelense para formar parte de la LIII Legislatura (2015-2018), representando al Distrito XI de Jojutla.
Hortencia quiso participar en las Elecciones federales de México de 2018 como candidata del PRD al Senado de la República, pero una decisión judicial acabó con sus aspiraciones.
El 7 de mayo de 2019 y luego de 23 años de militancia, Hortencia presentó su renuncia al PRD.

## Apoyo al SME
En mayo de 2010, unos meses después de que Felipe Calderón decretara la extinción de Luz y Fuerza del Centro y durante el Día de la Madre, Hortencia realizó un ayuno de varios días en solidaridad con los trabajadores despedidos; dicho ayuno tuvo lugar en el campamento que los integrantes del Sindicato Mexicano de Electricistas (SME) mantenían en el zócalo de Cuernavaca, en donde, al igual que en el campamento del Zócalo de la Ciudad de México, varios electricistas se mantenían en Huelga de hambre.